# Krsni zavjet
Krsni zavjet je krsno obećanje; u Katoličkoj crkvi odreknuće Sotone, grijeha i zla te ipovijest vjere u Trojedinoga Boga. Izriče ga krštenik neposredno prije krštenja ili u njegovo ime kumovi i roditelji. Obnavlja se sakramentom potvrde, za vazmenog bdjenja i popudbinom. 